# Салес, Рубенс
Рубенс де Мораэс Салес (порт.-браз. Rubens de Moraes Salles; 14 октября 1891, Сан-Мануэл — 21 июля 1934, Сан-Паулу), в некоторых источниках Саллес — бразильский футболист, нападающий. Первый капитан и первый тренер в истории сборной Бразилии. Первый футболист, который выполнил удар, авторство которого было позже приписано Диди, и названного «сухой лист». Один из первых футболистов в истории футбола Бразилии, который получил предложение играть за зарубежный клуб.

## Карьера
Рубенс Салес, сын крупного фермера, занимавшегося выращиванием кофе, и одного из строителей города Сан-Мануэл, Отавио де Мораэс Салеса, начал играть в футбол в возрасте 11 лет со своими друзьями. С 1902 года он начал играть за молодёжный состав клуба «Паулистано», а с 1906 года за первую команду. В 1910 году английский клуб «Коринтиан» проводил турне по Бразилии. После матча Салес произвёл такое впечатление на главу британской делегации, что тот предложил ему профессиональный контракт и возможность выступать за этот клуб в Англии. Рубенс был польщён предложением, но ответил отказом. В том же году нападающий стал лучшим бомбардиром чемпионата штата Сан-Паулу. За «Паулистано» Рубенс играл до 1920 года, выиграв 6 титулов чемпиона штата и 5 раз заняв второе место.
21 июля 1914 года Салес, в качестве капитана и главного тренера(он выполнял роль председателя технической комиссии, куда входил, к примеру, Силвио Лагрека), вывел сборную Бразилии на первый, в её истории матч, в котором его команда победила английский клуб «Эксетер Сити». Всего за сборную футболист провёл три игры, в последней из которых его команда победила Аргентину, а единственный во встрече мяч забил Салес. Более того, благодаря этому мячу сборная выиграла первый в своей истории трофей — Кубок Рока. Также, за два года до этого, Салес провёл один матч и один гол за сборную, названную Объединённой командой Бразилии, чьи матчи не признаются бразильской конфедерацией футбола.
Завершив карьеру игрока, Салес стал тренером. С 1930 года он тренировал клуб «Сан-Паулу да Флореста». В его первой игре, 9 марта, «Сан-Паулу» разгромил «Ипирангу» со счётом 3:0. А в последней, 8 июля 1934 года, сыграл нулевую вничью с «Коринтиансом». Под руководством Салеса «Сан-Паулу» провёл 116 матчей, в которых 71 раз победил, 29 сыграл вничью и только 16 проиграл. В этих встречах команда Рубенса забила 431 гол, а пропустила 169 мячей. В этот период клуб выиграл титул чемпиона штата, первый в истории команды.

## Личная жизнь
Рубенс Салес был женат. У него была дочь Элена Салес, которая стала пловчихой и даже участвовала в составе бразильской команды на Олимпийских играх 1936 года в Берлине.

## Международная статистика
| № | Дата             | Оппонент     | Счёт | Голы |
| 1 | 21 июля 1914     | Эксетер Сити | 2:0  | —    |
| 2 | 24 сентября 1914 | Колумбиан    | 3:1  | —    |
| 3 | 27 сентября 1914 | Аргентина    | 1:0  | 1    |

## Достижения

### Как игрок

#### Командные
- Чемпион штата Сан-Паулу (6): 1908, 1913, 1916, 1917, 1918, 1919

#### Личные
- Лучший бомбардир чемпионата штата Сан-Паулу: 1910 (10 голов)

### Как тренер
- Чемпион штата Сан-Паулу: 1931